# Mark Brain
Mark Brain (ur. 30 stycznia 1978 w Paderborn) – niemiecki DJ i producent muzyki elektronicznej. Jego style to: house, electro i progressive house.
Jego pierwsze płyty, wydane przez Alphabet City, to projekty rozkręcane wspólnie z Voltaxxem. Mark Brain i Voltaxx działają również pod pseudonimem Brain Inc.  Razem wydaja wszystkie swoje produkcje przez Schallpark Recordings.
Od 2002 roku Mark jest odpowiedzialny za dział techniczny niemieckiego magazynu „Discret Magazine”, gdzie przeprowadza analizy najnowszego sprzętu DJ-skiego i opisuje go w swoich artykułach.
Przez 5 lat, Mark grał w rozgłośniach radiowych takich jak „Bfbs Radio 1” i „Sunshine Live” oraz gościł w programie telewizyjnym niemieckiego kucharza Ralfa Zacherla w stacji ProSieben. 
W 2005 roku zajmował 175. miejsce w światowym rankingu DJ Mag.

## Dyskografia

### Single
- 2009 – Mark Brain – Datacity (Turning Wheel)
- 2004 – Brain Inc. – The Orange Theme (Schallpark)
- 2003 – Mark Brain – Ease the pressure / Los Ninos del parque (Alphabet City)
- 2003 – Brain Inc. – Running Man (Schallpark)
- 2002 – Mark Brain – Radical (Alphabet City)
- 2001 – Mark Brain – Stonehenge (Alphabet City)
- 2000 – Mark Brain & Tom Mayah – Basepower (4 the music)
- 2000 – Mark Brain & Tom Mayah – Step Tech
- 2000 – Mark Brain & Tom Mayah – Union Crowd Theme

### Remiksy
- 2010 – Mr.Root vs Victor Simonelli ft. Sunset People – Dreaming ain't enough (Mark Brain & Meirich TechHouse RMX)
- 2009 – Trilogy Project vs Angelstar – Last Night (Mark Brain & Meirich Woosh Dub)
- 2001 – Powell – I am ready (Mark Brain Remix)
- 2001 – Badlands – Let them know (Mark Brain & Tom Mayah Remix)
- 2000 – The Groove Town Gang – Ain't no mountain high enough (Mark Brain & Tom Mayah Clubbin' Mix)